# Tadeusz Lisicki
Tadeusz Lisicki (* 1910; † 1991) war ein polnischer Offizier und Autor.

## Leben
Während des Zweiten Weltkriegs diente Tadeusz Lisicki in der polnischen Exilarmee. Im Rang eines Hauptmanns (poln. Kapitan) war er Kompaniechef einer Nachrichtenkompanie des 1. Danziger Bataillons in Frankreich (poln. 1 Gdański Batalion Łączności), später dann im Vereinigten Königreich. Zu seinen Aufgaben gehörte vor und während des Krieges auch die Entzifferung der feindlichen, hauptsächlich der deutschen Hand- und Maschinenschlüssel. Dabei arbeitete er eng mit den entsprechenden französischen und britischen Geheimdiensten zusammen.
Sein Name findet sich (als Nummer 101 unter dem Buchstaben L) auf der im Frühjahr 1940 im Reichssicherheitshauptamt (RSHA) zusammengestellten und 1945 in den Ruinen des RSHA aufgefunden „Sonderfahndungsliste G.B.“ (Sonderfahndungsliste Großbritannien), von den Alliierten als Hitler’s Black Book (deutsch „Hitlers Schwarze Liste“) bezeichnet. Dabei handelt es sich um ein Verzeichnis der Namen und Personalien von 2820 Personen, die, im Fall einer erfolgreichen Invasion der britischen Inseln („Unternehmen Seelöwe“) durch die deutsche Wehrmacht, von Sondereinheiten der SS aufgespürt und verhaftet werden sollten.
Nach dem Krieg und seiner Pensionierung als Offizier im Dienstgrad eines Obersten (poln. Pułkownik) lebte Tadeusz Lisicki in England. Im Jahr 1974 nahm er Kontakt zum amerikanischen Historiker und Kryptologen David Kahn auf. Er informierte ihn, dass Henryk Zygalski, einer der neben Marian Rejewski und Jerzy Różycki drei ursprünglichen Enigma-Codeknacker und Erfinder der nach ihm benannten Lochblätter, in Liss lebte, etwa 75 km südwestlich von London. Lisicki und Kahn besuchten Henryk Zygalski am 29. Juli 1974. So erfuhren die beiden und damit die Welt aus erster Hand, wie es den Polen bereits Anfang der 1930er-Jahre gelungen war, die scheinbar „unknackbare“ deutsche Enigma-Maschine zu brechen.
Tadeusz Lisicki überlieferte die Anekdote, die eine mögliche Erklärung für die Namensgebung der polnischen Bomba kryptologiczna (polnisch für „Kryptologische Bombe“) bietet, die die polnischen Kryptoanalytiker im Jahr 1938 entwickelten. Demnach habe Rejewski mit seinen Kollegen Różycki und Zygalski gerade in einem Café eine Eisbombe verspeist, während er die Idee zur Maschine formulierte.

## Schriften
- Die Leistung des polnischen Entzifferungsdienstes bei der Lösung des Verfahrens der deutschen »Enigma«-Funkschlüsselmaschine in J. Rohwer und E. Jäkel: Die Funkaufklärung und ihre Rolle im Zweiten Weltkrieg, Motorbuch Verlag, Stuttgart, 1979, S. 66–81 (enthält auf Seite 66 ein Porträtfoto von Tadeusz Lisicki). PDF; 1,7 MB. Abgerufen am 16. Mai 2017.
- mit Józef Garliński: The Enigma War – The inside story of the German Enigma Codes and how the Allies broke them. Encore Editions, 1980, ISBN 978-0-684-17537-9.
- As pikowy i inne opowiadania (deutsch Pik-As und andere Geschichten). Polska Fundacja Kulturalna (deutsch Polnische Kulturstiftung), 1990, ISBN 0-85065-204-9.